# 復帰
| ウィキペディアには「復帰」という見出しの百科事典記事はありません（タイトルに「復帰」を含むページの一覧/「復帰」で始まるページの一覧）。 代わりにウィクショナリーのページ「復帰」が役に立つかもしれません。 |